# 엄태항
엄태항(嚴泰恒, 1948년 7월 2일 - )은 대한민국의 약사 출신 정치인이다. 제 39·40·42·45대 봉화군수이다.

## 학력
- 봉화초등학교
- 봉화중학교
- 봉화고등학교
- 중앙대학교 약학 학사
- 중앙대학교사회개발대학원 행정학 석사
- 미국 펜실베니아대학 ELP 수료
- 서울대 행정대학원 국가정책과정 (ACAD) 수료
- 고려대 경영대학원 최고경영자과정 (AMP) 수료

## 약력
- 1995년 7월 1일 ~ 2002년 6월 30일: 제 39·40대 경북 봉화군수(2선, 무소속)
- 경상북도의회 의원(1991년~1995년)
- 서울대 총동창회 이사
- 중앙대 총동창회 상임이사
- 봉화 조기축구 연합회장
- 봉화JC회장
- 봉화군 약사회 회장(1980년~1995년)
- 엄약국 대표(1979년~1980년)
- 경북 북부지역 11개 시장군수 협의회장
- 전국 시장군수구청장협의회 공동대표
- 2007년 4월 25일 ~ 2010년 6월 30일: 제4 2대 봉화군수(3선, 무소속→한나라당)
- 2018년 7월 1일 ~ 2022년 6월 30일: 45대 봉화군수(4선, 무소속)

## 논문
- 지역발전을 위한 지역교육의 활성화 방안에 관한 연구
- 자치경영혁신 전국대회에서 2년 연속 최우수상 수상 - 키 낮은 사과 왜성 대목 ( M9 ) , 묘목 보급사업으로 -

## 역대 선거 결과
|  | 54.20% |

|  | 42.46% |

|  | 61.99% |

|  | 37.69% |

|  | 41.92% |

|  | 43.37% |

|  | 50.30% |

| 전임 최윤영 | 제39·40대 봉화군수 1995년 7월 1일 ~ 2002년 6월 30일 | 후임 류인희 |

| 전임 김희문 | 제42대 봉화군수 2007년 4월 25일 ~ 2010년 6월 30일 | 후임 박노욱 |

| 전임 박노욱 | 제45대 봉화군수 2018년 7월 1일 ~ 2022년 6월 30일 | 후임 박현국 |